# なっちゃんの写真館
『なっちゃんの写真館』（なっちゃんのしゃしんかん）は、1980年（昭和55年）度前期放送のNHK「連続テレビ小説」第25作で、1980年4月7日から10月4日まで放送されたテレビドラマ。主演は星野知子。

## 概要
男性上位の時代にカメラマンを目指し、仕事と家庭を両立させた女性の人生を描く。主演の星野知子は、本作が女優デビュー作となった。モデルとなったのは立木義浩の母・立木香都子。
徳島県が主な舞台になった最初の朝ドラである。
放送ライブラリーでは第1回が公開。
1995年10月2日から1996年4月6日まで、BS2にて再放送された。

## 物語
太平洋戦争をはさんでの徳島を舞台にしており、当時徳島にあった海軍航空隊のエピソードが登場する。ある日、3人の学徒兵が外出がてらに主人公の家で記念写真を撮る。後日そのうちの1人が不意に写真館を訪れ、夏子とキャッチボールをする。それからほどなくして写真館に一通の手紙が届く。「この手紙が読まれる頃私たちはもうこの世にはおりません」3人はアメリカ艦隊に突入する特攻隊員だった。

## キャスト
西城夏子
演 - 星野知子（幼少期：志喜屋文）
夫・西城亮平
演 - 滝田栄
祖父・西城清右衛門
演 - 大友柳太朗
父・西城賢輔
演 - 加藤武
義母・西城芳枝
演 - 林美智子
従姉妹・西城みゆき
演 - 岡本舞
門弟・山崎勘介
演 - 秋野太作
ばあや・トメ
演 - 杉山とく子
夏子の親友・武部京子
演 - 萬田久子
京子の兄・信一郎
演 - 江藤潤
夏子の幼なじみ・瀬川正子
演 - 伊藤美由紀
武藤医師
演 - ケーシー高峰
喫茶店主・小山
演 - 常田富士男
小山の妻・ミツヨ
演 - 泉ピン子
香山少尉
演 - 役所広司
水屋
演 - 陶隆司
染吉
演 - 黒田福美
安田
演 - 葉隠柳
戸山
演 - 伊藤哲哉
キヨ
演 - 小林真美
テル
演 - 結城美栄子
その他
演 - 北詰友樹、石田純一、倉地雄平、大島蓉子、藤山律子（方言指導兼任）

## スタッフ
- 脚本 - 寺内小春[6]
- 音楽 - 宮本光雄[6]
- イメージソング - 「熱い瞬間（とき）」（作詞・歌 - 小椋佳、作曲・編曲 - 星勝）
- 語り - 川久保潔（声優）[6]
- 演出 - 岸田利彦[6]
- 制作 - 藤田道郎[6]
- 美術 - 足立正美[6]
- 効果 - 広瀬洋介[6]
- 技術 - 黒柳要輔[6]
- 照明 - 渡辺恒一[6]
- 撮影 - 三浦国男[6]
- 音声 - 山崎彰[6]

## 視聴率
初回視聴率は38.0%、最高視聴率は45.1%、平均視聴率は39.6%であった（ビデオリサーチ調べ、関東地区・世帯）。

## ドラマの影響
三菱自動車工業は三菱・エテルナのCMイメージキャラクターに星野知子を起用し、ドラマになぞらえて「なっちゃんのエテルナ」というキャッチコピーが採用された。